# 爰延
爰延（？—？），字季平，陳留郡外黃縣（今河南省商丘市）人。東漢大鴻臚。

## 生平
爰延雖然家境清苦但很好學，能通曉經書、教授學生。性格質樸誠信，少言辭。本縣令隴西郡人牛述重視人才，禮請爰延任廷掾、范丹任功曹、濮陽潛任主簿，他們經常共同言談。後來令史昭任命爰延為鄉嗇夫（小鄉的鄉長），仁政教化大行，百姓只知道鄉嗇夫之名而不知郡縣，爰延任職了兩年。後來州府禮請，爰延不就職。
漢桓帝時徵爰延為博士，太尉楊秉等人察舉爰延賢良方正，爰延遷任侍中。
漢桓帝遊上林苑時，曾詢問時任侍中的爰延：「朕是一個怎麼樣的君王？」爰延回答說：「漢朝的君王中，陛下算是中等才德的君王。」漢桓帝又問何以見得，爰延回答：「尚書令陳蕃處理朝政時，國家清明，中常侍黃門參政時，國家混亂。能得知可以輔佐陛下為善，也可以輔佐陛下為惡。」漢桓帝說：「當年朱雲曾在朝廷上折斷欄杆強諫漢成帝，如今你又當面指責朕的過錯，朕知道自己的問題在哪了。」於是爰延被任命為五官中郎將，後來又升遷為大鴻臚。
漢桓帝以爰延為儒生為由經常在閒暇時特別召他晉見。當時太史令上前說客星經帝座，漢桓帝偷偷詢問爰延此事。爰延上書說：「臣聽聞天子至尊，所以上天以爲子，在臣民之上，威信重於四海。動靜合禮，那樣的話星辰就會順理而有序；如果不合正道，晷度就會不正常。陛下認爲河南尹鄧萬在陛下還沒有即位時就已經是好友，所以封他爲通侯，恩重於公卿、厚於皇族。經常召見他，和他玩博戲（古代棋類遊戲），不講禮義，有損尊嚴。臣聽說皇帝的左右，都是來諮詢政德，所以周公警告周成王說：『其朋其朋』，就是指要慎交朋友。當年宋閔公和擅權的大臣共博，列婦人在旁，如此無禮，導致大災。漢武帝和李延年、韓嫣同起同睡，尊爵重賜，無法滿足情慾，所以產生驕縱放蕩之心，做出不義之事，結果李延年被殺，韓嫣受到應有的懲罰。愛之則不覺其過，恨之則不知其善，所以事多放濫，民心生怨。王者賞人必酬其功，授人爵位或官職必明其德，每天和有德行的人相處，每天就聽到有教益的話；每天和惡人交遊，每天就產生邪惡的想法。孔子說：『益者三友，損者三友。』邪臣惑君，亂妾危主，用非所言就悅於耳，以非所行則玩於目，所以使人君不能遠離他們。孔子說：『唯女子與小人爲難養，近之則不遜，遠之則怨。』這是聖人的告誡。當年漢光武帝和嚴光同寢，上天的異變，當晚就顯現。以漢光武帝的聖德，嚴光的高賢，君臣合道，都還有變異，何況陛下今所親幸之人，以賤爲貴，以卑爲尊呢？希望陛下能夠遠離阿諛奏承的小人、接納忠臣，這樣一來災變就會消失。」漢桓帝始終沒有採納爰延的建言，於是爰延稱病請辭。後來漢靈帝特召爰延，還沒出發，爰延就已病逝。

## 子
- 爰驥，官至白馬令。[9]

## 延伸阅读
[在维基数据编辑]
 《後漢書/卷48》，出自范晔《後漢書》